# Avril 1980

## Événements
- 1er avril : le Malawi adhère à la SADCC, sans rompre ses relations avec l’Afrique du Sud.
- 7 avril (Rallye automobile) : arrivée du Rallye Safari.
- 8 avril :
  - Irak : arrestation et exécution du leader révolutionnaire chiite Muhammad Baqir al-Sadr. La répression s’abat sur le clergé chiite, décimant des familles cléricales entières. Les villes saintes chiites se trouvent placées sous un régime d’arbitraire policier.
  - Formule 1 : Grand Prix automobile de la côte Ouest des États-Unis.
- 12 avril : coup d’État militaire du sergent Samuel Doe au Libéria.
- 18 avril : changement de nom de la Rhodésie qui devient Zimbabwe et abandonne l’apartheid. Autorité de la majorité noire au Zimbabwe établie par Robert Mugabe (ZANU), Premier ministre d’un gouvernement de réconciliation. Bob Marley est invité lors de la cérémonie pour y jouer.
- 20 avril (Honduras) : les militaires au pouvoir organisent des élections pour une Assemblée constituante après avoir interdit le parti social-chrétien et le parti communiste et tenté de ranimé leur alliance avec le parti national. À l’issue d’élections relativement honnêtes avec seulement 20 % d’abstention, le parti libéral remporte nettement les élections, ce qui manifeste un net rejet du régime militaire. L’élection présidentielle est prévue pour 1981. Le général Policarpo Paz García demeure président par intérim.
- 22 mai : amendement de la Constitution égyptienne[1]. La loi islamique devient la source principale de la législation en Égypte.
- 24 avril : opération Eagle Claw. Échec d’un raid américain héliporté pour libérer les otages de Téhéran.
- 25 avril : échec d'une expédition héliportée destinée à délivrer les otages américains en Iran.
- 28 - 29 avril : sommet extraordinaire de l’OUA à Lagos[2]. Plan d’action de Lagos pour la création d’une Communauté économique africaine d’ici l’an 2000 afin d’assurer l’intégration économique, culturelle et sociale du continent.
- 30 avril : :
  - La reine Juliana des Pays-Bas abdique en faveur de sa fille Beatrix.
  - Début de la prise d'otages de l'ambassade iranienne à Londres
  - La mort des enfants Mathilde et Elise Jurgensen dans un accident de la route conduit à la création de la Ligue contre la violence routière.

## Naissances
- 1er avril : Randy Orton, catcheur américain.
- 2 avril :
  - Hinda Déby Itno, Première Dame tchadienne de 2005 à 2021.
  - Tamar Slay, basketteur américain.
- 6 avril : Charly Black, chanteur jamaïcain.
- 7 avril : Bruno Covas, homme politique brésilien († 16 mai 2021).
- 8 avril : Marion Montaigne, auteure de bande dessinée
- 6 avril : 
  - Tanja Poutiainen, skieuse alpine finlandaise.
- 10 avril :
  - Charlie Hunnam, acteur britannique.
  - Brian Setzer, chanteur-guitariste américain.
  - Balti, rappeur, auteur-compositeur-interprète et producteur de musique tunisien.
- 12 avril : Tep Vanny, militante cambodgienne.
- 15 avril : 
  - Pierre-Alain Frau, footballeur français.
  - Fränk Schleck, coureur cycliste luxembourgeois.
- 16 avril : Erick Péchereau, Informaticien français.
- 21 avril : Vincent Lecavalier, hockeyeur canadien.
- 26 avril : Jordana Brewster, actrice américano-brésilienne.

## Décès
- 9 avril : Ascensión Chirivella Marín, avocate espagnole (° 28 janvier 1894).
- 11 avril : Maurice Blomme, coureur cycliste belge (° 29 octobre 1926).
- 15 avril : Jean-Paul Sartre, philosophe et écrivain français (° 21 juin 1905).
- 29 avril : Alfred Hitchcock, cinéaste et réalisateur américain d'origine britannique (° 13 août 1899).
- 30 avril : Léon-Éli Troclet, homme politique belge (° 14 juin 1902).